# Henri Vieuxtemps

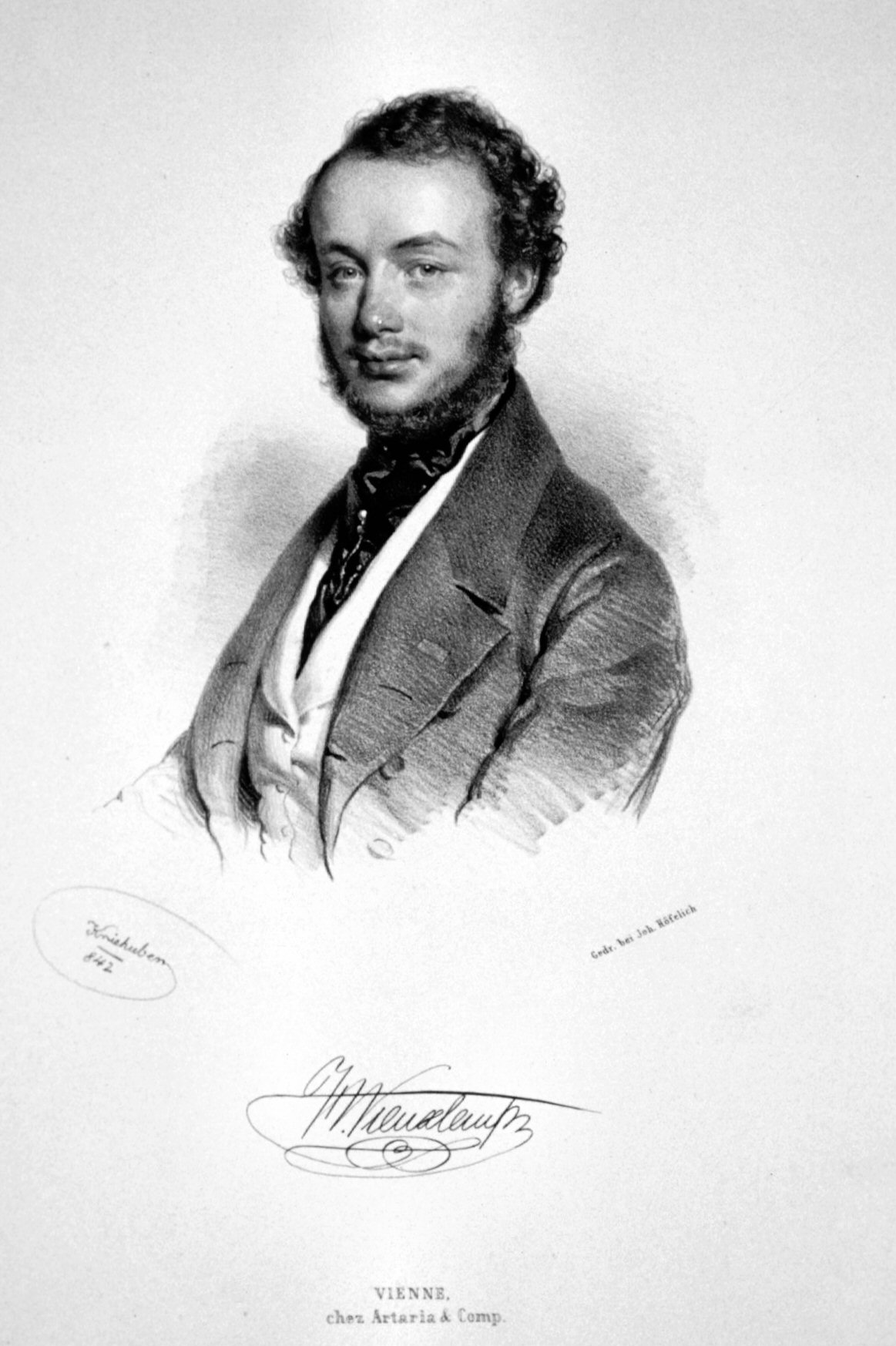
Henri Vieuxtemps, litografie de Josef Kriehuber, 1842

Henri François Joseph Vieuxtemps (franceză: [ɑ̃ʁi fʁɑ̃swa ʒɔzɛf vjøtɑ̃]; n. 17 februarie 1820, Verviers, Valonia, Belgia – d. 6 iunie 1881, Alger, Algeria franceză, Franța) a fost un compozitor si un violonist belgian. El ocupă un loc important în istoria vioară ca un exponent proeminent al școlii de vioară franco-belgiene de la mijlocul secolului al XIX-lea. În concertele sale s-a folosit de ceea ce este acum cunoscută sub numele de Vieuxtemps Guarneri del Gesù, o vioară de o calitate și o manoperă superioare.

## Biografie
Vieuxtemps s-a născut în Verviers, Belgia (pe atunci parte din Olanda), ca fiu al unui tânăr violonist și producător de viori. Primele lecții de vioară le-a luat de la tatăl său și de la un profesor local, la vârsta de șase ani apărând pentru prima data în public. Cu acest prilej a interpretat un concert de Pierre Rode. Au urmat concerte în diferite orașe din împrejurimi, inclusiv Liège și Bruxelles unde l-a întâlnit pe violonistul Charles Auguste de Bériot, cu care a început să studieze cu adevărat vioara. În 1829, Bériot l-a dus la Paris, unde a debutat cu succes, din nou cu un concert de Rode, dar a trebuit să se întoarcă anul următor din cauza căsătoriei lui Bériot cu Maria Malibran. Înapoiat la Bruxelles, Vieuxtemps a continuat să-și dezvolte singur tehnica, acompaniind-o pe mezzo-soprana Pauline Viardot, sora lui Malibran. Seria de concerte susținute în  Germania în 1833 a dus la prietenia cu Louis Spohr și Robert Schumann, care îl comparau cu Niccolò Paganini. În decursul următorului deceniu a vizitat diverse orașe europene, impresionând cu virtuozitatea sa nu numai publicul, ci și muzicieni celebri precum Hector Berlioz și Paganini însuși, pe care i-a întâlnit la debutul său la Londra, în 1834.
Vieuxtemps și-a dorit să devină compozitor și, după ce a luat lecții cu Simon Simpson la Viena, a petrecut iarna 1835-1836 studiind compoziția cu Anton Reicha la Paris. Prima sa compoziție, publicată ulterior sub numele de Concerto nr.2, datează din această perioadă.
Concertul nr. 1 pentru vioară al lui Vieuxtemps a fost apreciat când l-a interpretat la Sankt Petersburg în 1840 și la Paris în anul următor; Berlioz l-a găsit ca "o simfonie magnifică pentru vioară și orchestră". Stabilit la Paris, Vieuxtemps a continuat să compună cu mult succes și să interpreteze în întreaga Europă. Împreună cu pianistul Sigismond Thalberg a concertat în Statele Unite. El a fost admirat în special în Rusia, unde a locuit în perioada 1846-1851 în calitate de muzician de curte al țarului Nicolae I al Rusiei și solist al Teatrului Imperial. A fondat școala de vioară a Conservatorului din Sankt Petersburg și a condus formarea unei "școli rusești" de violoniști. În 1871, s-a întors în țara sa natală pentru a accepta un post de profesor la Conservatorul din Bruxelles, unde cel mai de seamă elev al său a fost Eugène Ysaÿe.
Doi ani mai târziu, un accident vascular cerebral i-a paralizat brațul drept. Vieuxtemps s-a mutat din nou la Paris, clasa sa de vioară fiind preluată de Henryk Wieniawski. Deși părea să se recupereze treptat după accident, încă unul, survenit în 1879 i-a încheiat cariera de violonist pentru totdeauna. El și-a petrecut ultimii ani într-un sanatoriu în Mustapha Supérieur, Algeria, unde fiica și soțul ei s-au stabilit, și a continuat să compună, deși frustrat de incapacitatea sa de a cânta sau, departe de centrele muzicale din Europa, chiar de a auzi muzica lui interpretată de alții.
Cea mai mare parte a compozițiilor lui Vieuxtemps a fost pentru instrumentul său propriu, inclusiv șapte concerte și o varietate de piese scurte, deși spre sfârșitul vieții sale, când a trebuit să renunțe la vioară, a apelat adesea la alte instrumente, compunând, printre altele, doua concerte pentru  violoncel, o sonată pentru violă și trei cvartete de coarde. Datorită celor șapte concerte de vioară, Vieuxtemps s-a făcut cunoscut publicului și muzicienilor din întreaga lume. Prin propriile sale concerte și susținerea concertelor lui Ludwig van Beethoven (a interpretat și sonatele și cvartetele de coarde ale lui Beethoven) și Felix Mendelssohn, el a adăugat o dimensiune mai clasică repertoriului său de vioară, care a avut tendințe spre variații și fantezii din punct de vedere tehnic, adesea superficiale, pe teme populare. Vieuxtemps nu s-a bucurat niciodată de o virtuozitate de dragul ei, așa ca unii dintre predecesorii săi. Eugène Ysaÿe îl citează spunând: "Nu se aleargă de dragul alergărilor - cântă, cântă!" 